# Campeonato Sudamericano de Football 1935
Il Campeonato Sudamericano de Football 1935 fu la tredicesima edizione della Coppa America di calcio. Fu organizzato ben 6 anni dopo l'ultima edizione a causa dei pesanti contrasti tra le federazioni calcistiche di Uruguay e Argentina, seguite alla finale dei Mondiali di Uruguay 1930. Gli argentini avevano infatti lamentato pressioni, perfino minacce di morte e un clima palesemente intimidatorio allo Stadio del Centenario di Montevideo, rompendo le relazioni con la Federazione calcistica dell'Uruguay. Trattandosi delle due maggiori potenze calcistiche sudamericane dell'epoca, la CONMEBOL ebbe vita assai dura negli anni a seguire e solo nel 1935 riuscì ad organizzare, seppure a livello straordinario e senza Coppa in palio, nuovamente il torneo. La scelta cadde sul Perù, che ospitò la manifestazione dal 6 al 27 gennaio 1935: tutte le partite si disputarono all'Estadio Nacional di Lima.

## Nazionali partecipanti
| N° | Nazione   | Iscrizione CONMEBOL | Note                         |
| -- | --------- | ------------------- | ---------------------------- |
| 1  | Argentina | 1916                | Detentore Coppa America 1929 |
| 2  | Brasile   | 1916                | Rinuncia                     |
| 3  | Cile      | 1916                |                              |
| 4  | Uruguay   | 1916                |                              |
| 5  | Paraguay  | 1921                | Rinuncia                     |
| 6  | Perù      | 1925                | Nazione ospitante            |
| 7  | Bolivia   | 1926                | Rinuncia                     |
| 8  | Ecuador   | 1927                | Rinuncia                     |

## Formula
La formula prevedeva che le quattro squadre partecipanti si affrontassero in un unico girone all'italiana, la cui prima classificata avrebbe vinto il torneo. Per ogni vittoria si attribuivano 2 punti, 1 per ogni pareggio e 0 per ogni sconfitta.

## Riassunto del torneo
Favorite erano, come al solito, l'Argentina campione uscente e l'Uruguay. La prima, guidata dalla giovane ala Herminio Masantonio, era decisa a "vendicare" la sconfitta nella finale mondiale del 1930; il secondo, desideroso di tornare ad un successo continentale che mancava da 9 anni, si affidava alle stelle del Nacional Montevideo, il promettente Aníbal Ciocca e il vecchio campione El Manco Héctor Castro. Leader della "Celeste" era ancora il grande capitano del titolo mondiale di 5 anni prima, el mariscal José Nasazzi.
 Com'era prevedibile le nazionali platensi fecero subito il vuoto, rendendo decisiva la sfida finale: il match non ebbe storia e Castro, Ciocca e José Taboada siglarono le 3 reti che annientarono le speranze argentine, regalando all'Uruguay il settimo titolo.
La squadra campione avrebbe dovuto partecipare alle olimpiadi di Berlino 1936, per difendere il titolo del 1928 (a Los Angeles 1932 non si disputò il torneo olimpico di calcio). Tuttavia, per problemi economici la federazione uruguaiana non inviò in Germania la propria nazionale e, per gli stessi motivi, fece altrettanto la federazione argentina.. A rappresentare il Sudamerica a Berlino sarebbe così il Perù, terza classificata.

## Risultati
| Arbitro: | Serra |

|                                                 |           |            |
| Lauri 28’ Arrieta 49’ García 57’ Masantonio 71’ | Marcatori | 8’ Carmona |

| Arbitro: | Reginatto |

|            |           |  |
| Castro 80’ | Marcatori |  |

| Arbitro: | Serra |

|                |           |             |
| Ciocca 33’ 55’ | Marcatori | 54’ Giudice |

| Arbitro: | Pioli |

|                                   |           |                 |
| Masantonio 10’ 61’ 81’ García 50’ | Marcatori | 2’ T. Fernández |

| Arbitro: | Forte |

|                |           |  |
| Montellanos 5’ | Marcatori |  |

| Arbitro: | Reginatto |

|                                   |           |  |
| Castro 18’ Taboada 28’ Ciocca 36’ | Marcatori |  |

## Classifica finale
| Pos. | Squadra   | Pt | G | V | N | P | GF | GS | DR |
| ---- | --------- | -- | - | - | - | - | -- | -- | -- |
| 1.   | Uruguay   | 6  | 3 | 3 | 0 | 0 | 6  | 1  | +5 |
| 2.   | Argentina | 4  | 3 | 2 | 0 | 1 | 8  | 5  | +3 |
| 3.   | Perù      | 2  | 3 | 1 | 0 | 2 | 2  | 5  | -3 |
| 4.   | Cile      | 0  | 3 | 0 | 0 | 3 | 2  | 7  | -5 |

## Classifica marcatori

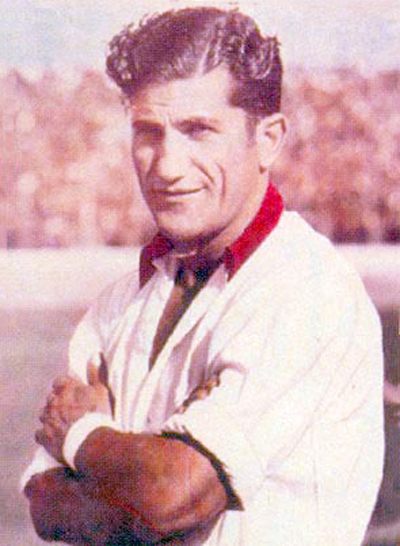
Herminio Masantonio

4 goal
- Masantonio.

3 goal
- Ciocca.

2 goal
- García;
- Castro.

1 goal
- Arrieta e Lauri;
- Carmona e Giudice;
- Fernández;
- Taboada.

## Arbitri
- Eduardo Forte
- Humberto Reginatto
- Miguel Serra Hurtado
- José Artemio Serra
- César Pioli